# 八尋史朗
八尋 史朗（やひろ しろう、1968年8月27日 - ）は、日本の元プロボクサー。福岡県糟屋郡出身。元日本ライトフライ級、OPBF東洋太平洋同級王者。世界王座挑戦通算3度。

## 来歴
具志堅用高に憧れ、小学校在学中からプロボクサーを志すようになる。
アマチュアでは東福岡高時代に福岡県大会モスキート級優勝、インターハイベスト8の成績を残す。卒業後は立命館大学に入学するも、1年で中退。その後、上京し帝拳ジムに入門。
1989年5月27日、プロデビュー（初回KO勝ち）。
1989年12月23日、東日本ジュニアフライ級（現:ライトフライ級）新人王決定戦優勝。翌1990年2月18日には全日本同級新人王決定戦にも優勝する。
1992年3月10日、日本王座初挑戦。世界挑戦経験もある平野公夫と空位の日本ジュニアフライ級王座を争い、10回判定勝ち。王座獲得を果たす。その後、2度の防衛に成功し、1993年4月15日付で王座返上。
1993年10月21日、無敗のまま世界初挑戦。かつて具志堅が保持していたWBA世界ジュニアフライ級王座をWBA世界ストロー級（現:ミニマム級）初代王者でもあるレオ・ガメス（ベネズエラ）と争うが、9回TKO負けで王座奪取ならず。
1994年6月4日、日本フライ級王者細野雄一とノンタイトル戦（12回戦）を行い、判定負け。この敗戦で世界ランクから外れる。
1995年10月9日、OPBF東洋太平洋ジュニアフライ級王座決定戦に出場、楊相益（韓国）と対戦。楊のインファイトに終始劣勢の状況ながら、12回判定勝ち(2-1)。王座獲得に成功し世界ランク復帰も果たしたが、試合の解説者である矢尾板貞雄は「7ポイント差で八尋の負け」とした上、試合後には判定の結果を不満に思った観客からブーイングを受けるなど世界再挑戦に向けて不安の残る試合となった。翌1996年2月3日には引き分けで初防衛に成功。6月、世界再挑戦準備に専念するため王座返上。
1996年8月10日、3年ぶりの世界再挑戦。敵地でWBC世界ジュニアフライ級王者サマン・ソーチャトロン（タイ）に挑むが、9回負傷TKO負け。またしても世界王座に手が届くことはなかった。
1998年3月8日、横浜でサマンに再挑戦。しかし、見せ場らしい見せ場を作ることはできず、4回TKO負け。返り討ちでまたも世界王座には手が届かず。その後、1年半以上リングから遠ざかり、復帰後はフライ級に転向し、日本王座から出直すことになる。
2001年10月15日、日本フライ級王者坂田健史に挑戦。21歳の若い王者相手に健闘を見せたものの、9回TKO負け。結局、この試合を最後に現役を引退。
引退後は、地元の福岡県糟屋郡に開いた「YAHIRO BOXING CLUB」代表としてボクシングの底辺拡大に取り組んでいる。